# (2207) Anténor
Pour les articles homonymes, voir Anténor.
(2207) Anténor ou (2207) Antenor est un astéroïde troyen. Il a été découvert le 19 août 1977 par l'astronome Nikolaï Tchernykh de l'observatoire d'astrophysique de Crimée, en Ukraine

## Caractéristiques
Il partage son orbite avec Jupiter autour du Soleil au point de Lagrange L5, c'est-à-dire qu'il est situé à 60° en arrière de Jupiter.
Son nom fait référence à Anténor le prince troyen.
Sa désignation provisoire était 1977 QH1. 

## Satellite
En 2018, Robert D. Stephens et ses collègues annoncent que (2207) Anténor est probablement binaire, ce qui en ferait le cinquième troyen de Jupiter connu pour être binaire.